# Hvad skal vi med aviser?
Hvad skal vi med aviser? er en dansk debatfilm fra 1967, der er instrueret af Tue Ritzau.

## Handling
En række unge mennesker fra forskellige erhverv fortæller i interviews og samtaler med redaktør Arne Trier Pedersen om deres forhold til aviser.